# SCAMP1
SCAMP1‏ (Secretory carrier membrane protein 1) هوَ بروتين يُشَفر بواسطة جين SCAMP1 في الإنسان.

## الوظيفة
ينتمي هذا المنتج الجيني إلى عائلة بروتينات SCAMP، وهي بروتينات غشائية ناقلة إفرازية. تعمل هذه البروتينات كناقلات إلى سطح الخلية في مسارات إعادة تدوير ما بعد غولجي. تُعدّ أعضاء هذه العائلة المختلفة منتجات وثيقة الصلة بجينات مختلفة، وعادةً ما يتم التعبير عنها معًا. تشير هذه النتائج إلى أن بروتينات SCAMP قد تعمل في نفس الموقع أثناء النقل الحويصلي، وليس في مسارات منفصلة.

## التفاعل
لقد ثبت أن SCAMP1 يتفاعل مع ITSN1 و AP1GBP1.